# Ibrahim Majid
Ibrahim Majid (en árabe: إبراهيم ماجد عبد المجيد‎; Kuwait, Kuwait; 12 de marzo de 1990) es un futbolista de Catar nacido en Kuwait que juega en la posición de defensa y que actualmente milita en el al-Ahli Doha de la Liga de fútbol de Catar.

## Carrera

### Club
| Periodo   | Club                     | Apariciones | Goles |
| --------- | ------------------------ | ----------- | ----- |
| 2007–2020 | Al Sadd SC               | 83          | 10    |
| 2019      | → Al-Arabi Doha (cedido) | 4           | 0     |
| 2019-2020 | → Al-Sailiya SC (cedido) | 0           | 0     |
| 2020–     | Al-Ahli Doha             | 0           | 0     |

### Selección nacional
Jugó para Catar en 89 ocasiones de 2006 a 2017 y anotó seis goles; participó en tres ediciones de la Copa Asiática.

## Logros
- Liga de fútbol de Catar (1): 2012-13
- Copa del Emir de Catar (3): 2014, 2015, 2017
- Copa de Catar (3): 2007, 2008, 2017
- Copa del Jeque Jassem (2): 2014, 2017
- Copa de las Estrellas de Catar (1): 2010
- Liga de Campeones de la AFC (1): 2011[5]

## Estadísticas

### Goles con selección nacional
| #  | Fecha      | Sede                                                    | Rival          | Marcador | Resultado | Torneo                             |
| -- | ---------- | ------------------------------------------------------- | -------------- | -------- | --------- | ---------------------------------- |
| 1. | 30-8-2008  | King Fahd International Stadium, Riyadh, Arabia Saudita | Arabia Saudita | 1–0      | 1–2       | Amistoso                           |
| 2. | 26-5-2009  | Jassim Bin Hamad Stadium, Doha, Catar                   | Arabia Saudita | 2–1      | 2–1       | Amistoso                           |
| 3. | 31-5-2009  | Jassim Bin Hamad Stadium, Doha, Catar                   | Irak           | 1–0      | 1–0       | Amistoso                           |
| 4. | 7-3-2013   | Thani bin Jassim Stadium, Doha, Catar                   | Egipto         | 2–1      | 3–1       | Amistoso                           |
| 5. | 24-5-2013  | Jassim Bin Hamad Stadium, Doha, Catar                   | Letonia        | 1–1      | 3–1       | Amistoso                           |
| 6. | 13-11-2014 | King Fahd International Stadium, Riad, Arabia Saudita   | Arabia Saudita | 1–1      | 1–1       | Copa de Naciones del Golfo de 2014 |